# 이상기체
이상기체(理想氣體, ideal gas)는 탄성 충돌 이외의 다른 상호작용을 하지 않는 점입자로 이루어진 기체 모형이다. 이상적인 온도와 압력에서 많은 실제 기체들은 이상 기체로 근사할 수 있으며, 높은 온도와 낮은 압력일 수록 이상 기체에 더 근사하게 된다.
이상 기체는 그 입자 통계에 따라 세 가지가 있다.
- 고전적 이상기체는 맥스웰-볼츠만 통계를 따르는 고전적 입자들로 이루어져 있다.
- 보스 기체는 양자역학적으로 보손인 입자들로 이루어져 있으며, 보스-아인슈타인 통계를 따른다.
- 페르미 기체는 양자역학적으로 페르미온인 입자들로 이루어져 있으며, 페르미-디랙 통계를 따른다.

끊임없이 불규칙한 직선 운동을 한다. 따라서 운동 에너지 손실 없이 운동 에너지가 보존된다(운동에너지는 절대 온도에 비례). 위치 에너지, 인력, 반발력, 기체 분자 자체의 부피는 무시한다.

## 이상 기체 방정식
이상 기체에서
- P는 압력
- V는 부피
- n은 몰수
- T는 절대 온도

라 정의할 때, 다음의 관계식
PV=nRT
이 성립하며, 이를 이상 기체 방정식이라고 한다.
이 때, R은 기체 상수로, 약 8.314472  J⋅K-1⋅mol-1이다.

## 같이 보기
- 실제 기체
- 이상 기체 법칙